# Hughes (Arkansas)
Hughes is een plaats (city) in de Amerikaanse staat Arkansas, en valt bestuurlijk gezien onder St. Francis County.

## Demografie
Bij de volkstelling in 2000 werd het aantal inwoners vastgesteld op 1867.
In 2006 is het aantal inwoners door het United States Census Bureau geschat op 1783, een daling van 84 (-4.5%).

## Geografie
Volgens het United States Census Bureau beslaat de plaats een oppervlakte van
5,7 km², waarvan 5,6 km² land en 0,1 km² water. Hughes ligt op ongeveer 61 m boven zeeniveau.

## Plaatsen in de nabije omgeving
De onderstaande figuur toont nabijgelegen plaatsen in een straal van 32 km rond Hughes.